# Championnat de France Pro A de tennis de table 2004-2005
Le Championnat de France de Pro A de tennis de table 2004-2005, le plus haut échelon national de championnat par équipe en France, s'est déroulé de septembre 2004 à  mai 2005. Pour la saison 2004/2005, 10 équipes officient en Pro A Masculine et Féminine; le titre est remporté par GV Hennebont TT chez les hommes, et par USO Mondeville TT chez les dames.
Navigation
Pro A 2003-2004 Pro A 2005-2006
| \| Levallois SC TT Angers SAG Cestas TT Hennebont Pontoise Istres Sports Caen TTC Hommes SMEC Metz Beauchamp H et F EP Isséenne US Kremlin Bicêtre Saint-Berthevin Mondeville Caen TTC Femmes ASPTT Lille Métropole Lys Lez Lannoy CP Évreux Montpellier \| Localisation des clubs engagés dans le championnat. |
| Levallois SC TT Angers SAG Cestas TT Hennebont Pontoise Istres Sports Caen TTC Hommes SMEC Metz Beauchamp H et F EP Isséenne US Kremlin Bicêtre Saint-Berthevin Mondeville Caen TTC Femmes ASPTT Lille Métropole Lys Lez Lannoy CP Évreux Montpellier                                                           |

## Championnat masculin
- La Garde du vœu de Hennebont remporte le premier championnat de son histoire[1],[2], Levallois et Cestas, à l'arraché contre Angers complètent le podium[3]. Issy et Beauchamp sont relégués en Pro B.[4] Ces deux équipes seront accompagnés de Caen, en difficultés financières.

| Pl | Équipes              | Pts | J  | V  | N | D  |
| -- | -------------------- | --- | -- | -- | - | -- |
| 1  | GV Hennebont         | 49  | 18 | 14 | 3 | 1  |
| 2  | Levallois SC TT      | 46  | 18 | 12 | 4 | 2  |
| 3  | SAG Cestas TT        | 43  | 18 | 11 | 3 | 4  |
| 4  | Angers Vaillante TT  | 43  | 18 | 10 | 5 | 3  |
| 5  | AS Pontoise-Cergy TT | 41  | 18 | 10 | 3 | 5  |
| 6  | SMEC Metz            | 36  | 18 | 7  | 4 | 7  |
| 7  | Argentan Bayard      | 31  | 18 | 5  | 3 | 10 |
| 8  | Caen TTC             | 26  | 18 | 2  | 4 | 12 |
| 9  | EP Isséenne          | 23  | 18 | 1  | 3 | 14 |
| 10 | Beauchamp CTT        | 21  | 18 | 1  | 2 | 15 |

## Championnat féminin
Mondeville remporte de manière impressionnante le championnat en prendre 52 points sur les 54 points possibles et en laissant le dauphin Montpellier pourtant favoris pour le titre, à 11 points. Cela fait également trois ans que les Normandes n'ont plus perdu un match en championnat. Le Kremlin Bicêtre et Caen descendent en Pro B alors que l'ASPTT Lille doit disparaître à la suite de l'abandon de ses sponsors.
| Pl | Équipes                          | Pts | J  | V  | N | D  |
| -- | -------------------------------- | --- | -- | -- | - | -- |
| 1  | USO Mondeville TT                | 52  | 18 | 16 | 2 | 0  |
| 2  | Montpellier TT                   | 41  | 18 | 9  | 5 | 4  |
| 3  | CP Lys-lez-Lannoy                | 38  | 18 | 8  | 4 | 6  |
| 4  | ASPTT Lille Métropole            | 37  | 18 | 7  | 6 | 5  |
| 5  | TT Joué-lès-Tours                | 36  | 18 | 7  | 4 | 7  |
| 6  | US Saint Berthevin/Saint Loup TT | 34  | 18 | 4  | 8 | 6  |
| 7  | Évreux Étudiant Cercle           | 34  | 18 | 5  | 6 | 7  |
| 8  | Beauchamp CTT                    | 34  | 18 | 6  | 4 | 8  |
| 9  | Caen TTC                         | 27  | 18 | 2  | 5 | 11 |
| 10 | US Kremlin Bicêtre               | 26  | 18 | 2  | 4 | 12 |